# Momotarō: Umi no Shinpei
Momotaro: Sacred Sailors (桃太郎 海の神兵 Momotarō: Umi no Shinpei) là phim dài, phim hoạt hình đầu tiên của Nhật Bản. Bộ phim được đạo diễn bởi Mitsuyo Seo, người được yêu cầu thực hiện Phim tuyên truyền cho Chiến tranh thế giới thứ hai bởi Bộ Hải quân Nhật Bản. Shochiku Moving Picture Laboratory quay bộ phim dài 74-phút vào năm 1944 và trình chiếu nó vào ngày 12 tháng 4 năm 1945. Đây cũng là phần tiếp theo của Momotarō no Umiwashi, một bộ phim khác dài 37-phút phát hành năm 1943 bởi cùng một đạo diễn.
Trong tiếng Anh, phim đôi khi được gọi là Những chiến binh biển thần thánh của Momotaro.

## Nội Dung

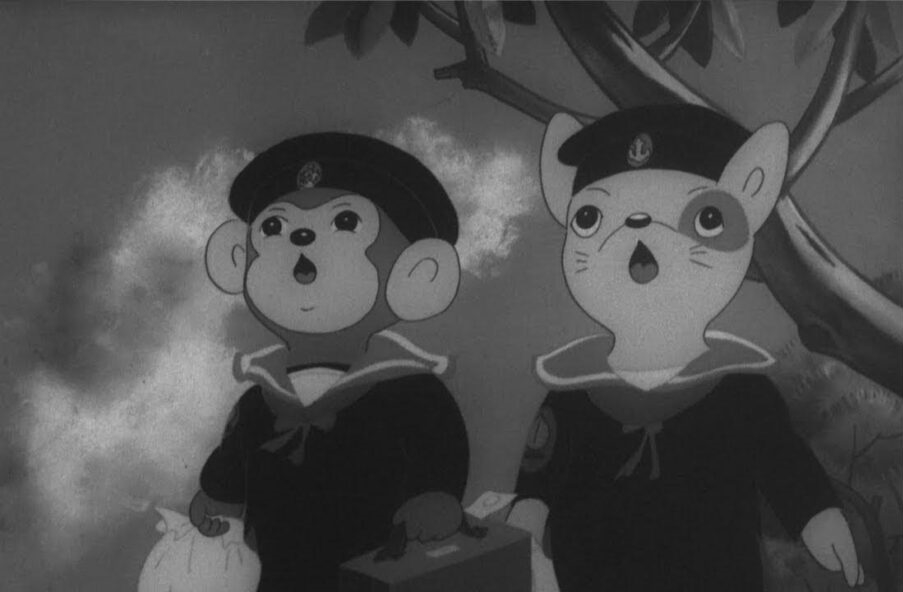
Ảnh chụp màn hình của bộ phim, nơi Khỉ và Cún con đang nói lời tạm biệt.

Sau khi hoàn thành khóa huấn luyện hải quân, một gấu con, khỉ, gà lôi và một chú chó con nói lời tạm biệt với gia đình của chúng. Trong khi bị phân tâm, em trai của chú khỉ là Santa rơi xuống sông khi đang đuổi theo chiếc mũ của khỉ và bị cuốn về phía thác nước. Chó và khỉ phải phối hợp để giải cứu Santa khi nó bị cuốn xuống sông. Sau đó, chú khỉ cùng em trai của mình tận hưởng phong cảnh của Núi Phú Sĩ và vùng đất xung quanh. Trong khi Santa vui đùa và đuổi theo chiếc mũ trong gió, chú khỉ ngắm bông bồ công anh bay và bị ấn tượng bởi vẻ đẹp của nó. Những bông bồ công anh nhẹ nhàng bay xuống khiến chú khỉ nhớ đến những người lính dù từ trên trời lao xuống, sau đó chuyển cảnh đến một thời gian sau. Người ta thấy lực lượng Nhật Bản đang dọn sạch một khu rừng và xây dựng một căn cứ không quân trên một hòn đảo ở Thái Bình Dương với sự giúp đỡ của các loài động vật rừng vừa hót vừa làm việc. Một chiếc máy bay hạ cánh xuống đường băng và từ bên trong xuất hiện Momotaro, một vị tướng, cùng với gấu, khỉ, chó và gà lôi, nay đã trở thành quan chức cấp cao. Các động vật trên đảo là những người nguyên thủy đơn giản nên đã bị ấn tượng bởi những động vật Nhật Bản hoành tráng và tiên tiến. Các loài động vật trong rừng được dạy kana tiếng Nhật bằng cách hát và chúng hát bài AIUEO trong khi giặt, phơi quần áo và chuẩn bị bữa ăn. Sau đó, các sĩ quan chuẩn bị đạn dược và pháo cho máy bay chiến đấu.
Sau đó, phần tường thuật về câu chuyện hòn đảo Celebes được Công ty Đông Ấn Hà Lan mua lại như thế nào và tiết lộ rằng người Nhật đang cố gắng xâm chiếm nó. Khỉ, chó và gấu con trở thành người nhảy dù trong khi gà lôi trở thành phi công. Lính dù phục kích một chiếc nửa đường và vội vàng xâm chiếm một pháo đài của Anh, khiến những người lính Anh không chuẩn bị trước hoảng sợ và bỏ chạy. Sau đó, thuyền trưởng Momotaro, con khỉ và chú chó con đàm phán với ba quan chức Anh đang sợ hãi và lắp bắp. Sau một hồi tranh cãi, người Anh đồng ý đầu hàng Celebes và các hòn đảo xung quanh và giao chúng cho Nhật Bản. Đoạn kết ngắn cho thấy Santa và những đứa trẻ khác đang chơi trò nhảy dù và nhảy lên đường viền bằng phấn của lục địa Mỹ, thể hiện rằng Hoa Kỳ là mục tiếp theo của thế hệ này.
Có một số cảnh âm nhạc. Đáng chú ý là Bài hát của AIUEO (アイウエオの歌 AIUEO no Uta), cảnh lính Nhật dạy động vật địa phương cách nói.

## Bối Cảnh
Bộ Hải quân trước đó đã cho thấy Seo Fantasia (1940), phim Disney. Lấy cảm hứng từ điều này, Seo đã cố gắng chắp cánh ước mơ cho trẻ em cũng như khơi dậy niềm hy vọng về hòa bình, giống như anh đã làm trong phần tiền nhiệm của bộ phim Momotaro's Sea Eagles. Vào thời điểm đó, không giống như hoạt hình Đức và hoạt hình Mỹ, hoạt hình Nhật Bản chưa được chính phủ Nhật Bản quảng bá hoàn toàn như một công cụ tuyên truyền. Hoạt hình không được các quan chức chính phủ Nhật Bản đánh giáo cao về tính hiệu quả như những tiện truyền thông khác. Như chúng ta có thể thấy trong cảnh đầu tiên của bộ phim, "Cho Trẻ em (小国民に捧ぐ Shôkokumin ni tsugu)", bộ phim làm ra cho trẻ em.
Trong một thời gian dài, bộ phim được cho là đã bị Mỹ chiếm đóng tịch thu và đốt bỏ). Tuy nhiên, một bản âm bản của phim đã được tìm thấy trong nhà kho Ofuna của Shochiku vào năm 1983 và được phát hành-lại vào năm 1984. Một bộ phim sao chép sau đó đã được trình chiếu và gói VHS hiện đã có sẵn ở Nhật Bản.

## Di sản
Bài hát của AIUEO (アイウエオの歌 AIUEO no Uta) nổi tiếng vì được tôn kính trong bộ truyện Sư tử trắng Kimba (ジャングル大帝 Janguru Taitei) bởi Osamu Tezuka. Tezuka đã xem bộ phim vào tháng 4 năm 1945. Sau đó, ông nói rằng ông đã cảm động rơi nước mắt trước những gợi ý về ước mơ và hy vọng ẩn dưới bề ngoài tuyên truyền chiến tranh trong phim.
Phim đã được chọn để trình chiếu trong hạng mục Cannes Classics tại Liên hoan phim Cannes 2016. Công ty All the Anime có trụ sở tại Vương quốc Anh đã thông báo vào tháng 5 năm 2016 rằng sẽ phát hành bộ phim trên Blu-ray và trong cùng tháng đó, công ty cũng thông báo rằng nhà phân phối Funimation của Hoa Kỳ cũng sẽ phát hành bộ phim. trên Blu-ray và DVD cùng với Spider and Tulip trên một đĩa đơn.